# Euselasia sergia
Euselasia sergia is een vlindersoort uit de familie van de prachtvlinders (Riodinidae), onderfamilie Euselasiinae.
Euselasia sergia werd in 1885 beschreven door Godman & Salvin.